# フルアニ
『フルアニ』は、2006年7月28日にLeafより発売されたアダルトゲーム。

## 概要
基本は2人打ちの脱衣麻雀ゲームであるが、アドベンチャーゲームのようなストーリーが存在し、タイトルの通り全編がアニメーションで表現されている。ただし、シナリオライター不在のゲームである。全登場キャラクターの設定やデザインはみつみ美里が担当。動画の特性を踏まえ、『天使のいない12月』や『ToHeart2』より描線を減らす代わりに鮮やかな色彩でデザインされている。また、みつみの嗜好が反映されており、鳥類がよく登場する。

## ストーリー
オンラインゲームが何よりも好きな青年、諸角勇。ある日いつものようにパソコンに齧り付いていると、隣の部屋に住む幼馴染の倫子が部屋を間違えてやってくる。いつものように逆ギレする倫子を追い返そうとした時、事件は起こった。突然の落雷に部屋のモニターが白い光を放ち、2人は気を失う。
勇が目を覚ますと、目の前に広がっていたのは自分がさっきまで夢中になっていた、オンラインゲームの世界であった。

## 登場キャラクター
諸角 勇（もろずみ ゆう）
声：須賀紀哉
主人公。三度の飯よりオンラインゲームが大好きという青年で講義もサボっている。ある日突然起こった落雷により自分が遊んでいたゲームの世界に飛ばされ、「勇者様」としてプリンセスを救うことになる。
6畳1間のアパート暮らしの貧乏学生。
榊 倫子（さかき りんこ）/ プリンセス
声：遠野そよぎ
勇の隣の部屋に住む幼馴染で、同じ学園（公式サイト上では「学校」と表記されている）に通う女の子。明るく元気で、主人公によく纏わり付く。勇と一緒にゲーム世界へ飛ばされ、そこでプリンセスとなってしまうが、倫子の時の記憶は全て失っている。
ルビィ・リリン
声：紘川琴音
ゲームの世界の住人で、サキュバス。好奇心旺盛で、敵意というよりちょっかいという形で勇に挑んでくる。
シェラミレーヌ
声：扉沼ゆず
ゲームの世界の住人で、シスター。頑固かつ生真面目な性格で、プリンセスのお目付け役。世間知らずかつおっちょこちょいな所がある。
コロネ・ココ・ネココ
声：上戸琉
ゲームの世界の住人で、ネコミミ娘。無邪気で陽気、天性のトラブルメーカー。
ウルル・フルル
声：木村あやか
ゲームの世界の住人で、魔法使い見習い。無口で大人しい性格の女の子。
シロ
声：利葉多摩
ウルルの使い魔で、杖の先端に白いオウムがくっ付いたような形状をしている。主人であるウルルよりも偉そうに振る舞い、関西弁で喋る。
ラフィエル
声：須本綾奈
ゲームの世界の住人で、女王様。独裁的な支配者で、その立ち振る舞いは常に威厳に満ちている。

## スタッフ
- 総合プロデュース：下川直哉
- アニメーションプロデュース：望月雄太郎
- ディレクター：鷲見努
- キャラクターデザイン：みつみ美里
- グラフィック：みつみ美里、秋葉秀樹、他
- 音楽：松岡純也、石川真也
- 麻雀エンジン製作：株式会社童
- アニメーションキャラクターデザイン、作画監督：加藤やすひさ
- アニメーション製作：スタジオ九魔、京江ANIA、カオスプロジェクト、他

## 主題歌
オープニングテーマ「just now」
作詞：須谷尚子 / 作曲、編曲：松岡純也 / 歌：Clap
エンディングテーマ「希望の風」
作詞：U / 作曲、編曲：石川真也 / 歌：元田恵美

## 関連商品
シルバーブリッツのカードゲーム、Lyceeに参戦している。収録エキスパンションは、「Leaf4.0」など。